# Savarin

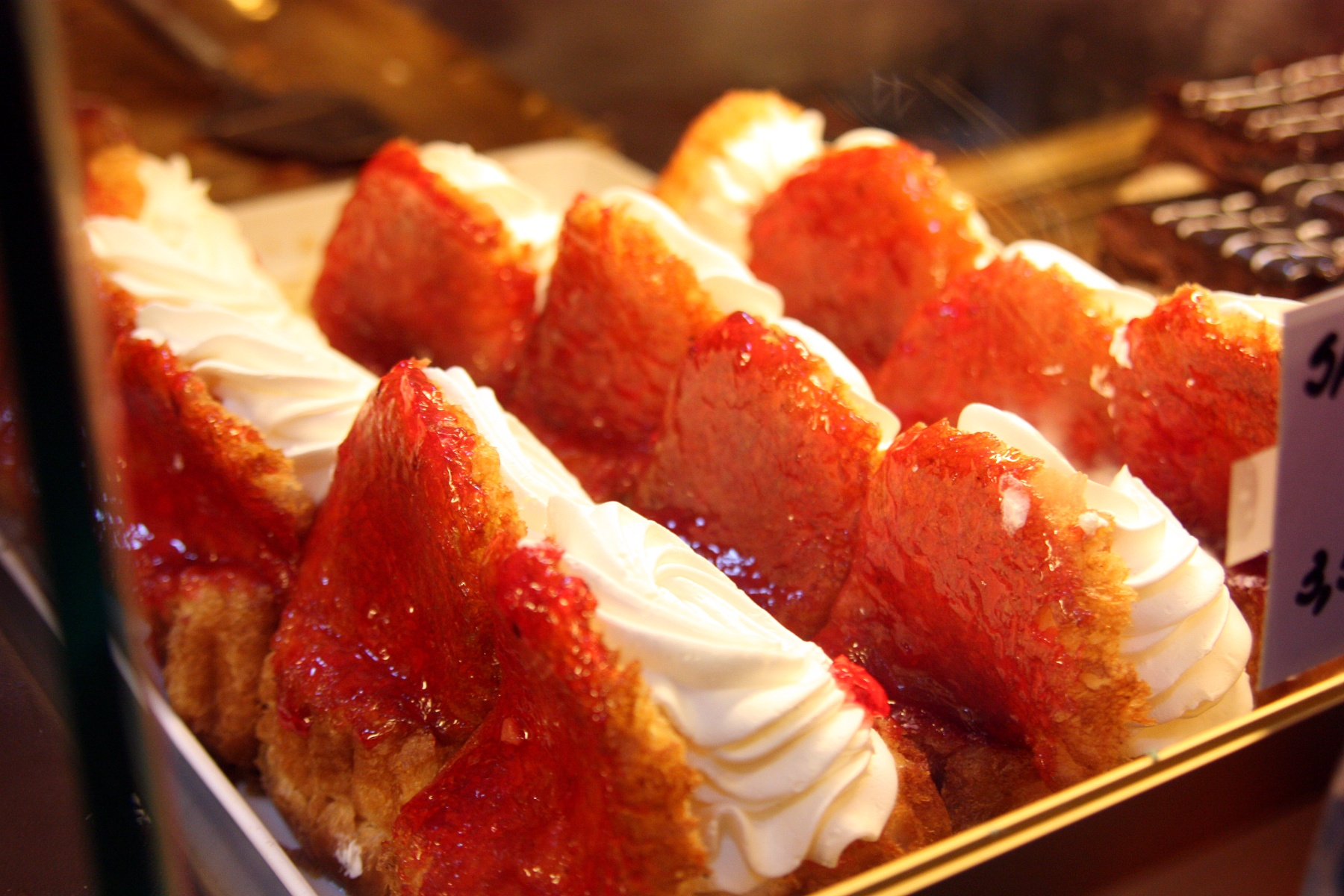
Savariner i Rumänien

Savarin (uttalas savaräng) är ett ringformat bakverk som kan göras av sockerkaka.
Savarin är indränkt med fruktspad eller sockerlag och smaksatt med rom, likör eller annan alkoholhaltig dryck (kirsch, vin). Savarin serveras uppstjälpt dekorerad med bär och grädde eller tillsammans med fruktsallad och vispad grädde.
Denna dessert tillskrivs Jean Anthelme Brillat-Savarin, som blev ryktbar genom sin samling kåserier om mat och dryck, Physiologie du goût (1825).